# SlimBrowser
SlimBrowser ist ein kostenloser Webbrowser von FlashPeak basierend auf der Gecko-Engine von Mozilla Firefox. Vor Version 12.0 wurde die Trident-Engine von Microsoft verwendet.

## Details
SlimBrowser beherrscht Tabbed Browsing und hat einen Sitzungsmanager, mit dem sich bestimmte Konstellationen von Webseiten einfach aufrufen und sich die geöffneten Seiten nach einem Absturz des Browsers wiederherstellen lassen.
Die Software stellt weitreichende Konfigurationsmöglichkeiten zur Verfügung, mit denen z. B. einzelne Elemente einer Webseite (Bilder, Sounds etc.) blockiert werden oder Spuren verwischt werden können. Außerdem ist eine Suchleiste für verschiedene Suchmaschinen integriert.
Ebenfalls eingebaut sind:
- ein Pop-up-Blocker,
- Skins für Fenster,
- automatische Formular-Ausfüllhilfen,
- Website-Gruppen,
- Schnellsuche,
- Auto-Login,
- eingebaute Kommandos und Scripting,
- Online-Übersetzung,
- Skriptfehlerunterdrückung,
- Blacklist/Whitelist Filter,
- URL Alias etc.

Ab Version 6 implementiert SlimBrowser eine Multi-Prozess-Architektur, um Leistungsengpässe zu vermeiden und die Stabilität zu erhöhen.
SlimBrowser war einer der elf Browser, die von Microsoft infolge eines Gerichtsverfahrens mit der EU unter BrowserChoice.eu als Alternative zum Internet Explorer angeboten wurden.
FlashPeak hat auch zwei Klone vom SlimBrowser mit anderen Engines als Trident von Microsoft veröffentlicht: den Browser Slimjet, der Chromium verwendet, und SlimBoat, der WebKit benutzte, aber nicht mehr unterstützt wird.